# Conus africanus
Conus africanus, tên tiếng Anh: African cone, là một loài ốc biển săn mồi, là động vật thân mềm chân bụng sống ở biển trong họ Conidae, họ ốc cối.

## Phân bố
Đây là loài đặc hữu của Angola, châu Phi.

## Hình ảnh

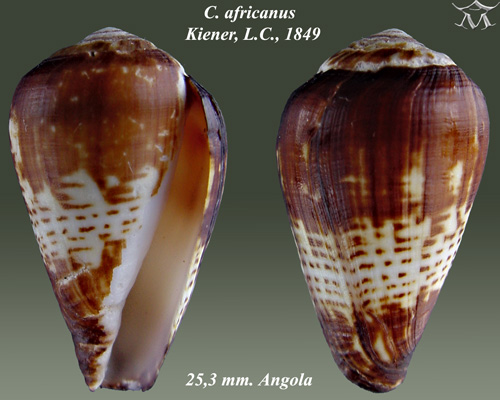
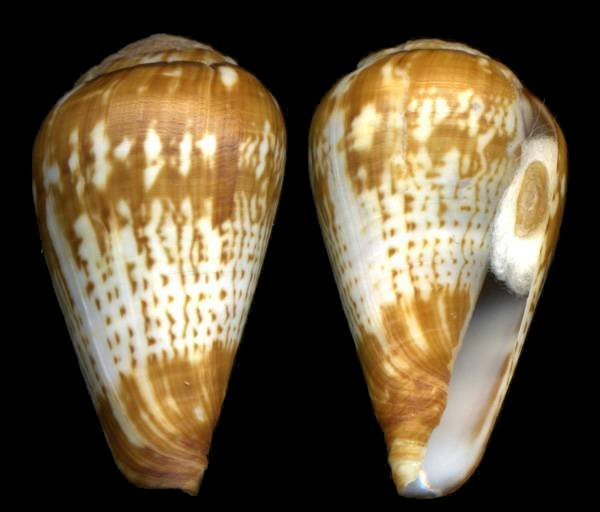